# Myrcia fasciata
Myrcia fasciata är en myrtenväxtart som beskrevs av Mcvaugh. Myrcia fasciata ingår i släktet Myrcia och familjen myrtenväxter. IUCN kategoriserar arten globalt som starkt hotad.
Artens utbredningsområde är Ecuador. Inga underarter finns listade i Catalogue of Life.